# Wheel in the Sky
Wheel in the Sky – piosenka rockowa zespołu Journey, wydana w 1978 roku jako singel promujący album Infinity.

## Powstanie
Tekst piosenki wyszedł od wiersza „Wheels in My Mind”, napisanego przez Diane Valory – żonę basisty Journey, Rossa. Pierwszy wokalista grupy – Robert Fleischman – napisał tekst, zaś gitarzysta Neal Schon stworzył muzykę podczas podróży zespołu pomiędzy koncertami. Utwór opowiada o człowieku, który zdesperowany próbuje wrócić do domu. Był to pierwszy singel Journey z nowym wokalistą, Steve’em Perrym.
Singel z piosenką został wydany w 1978 roku wyłącznie na płycie 7″. Zawartość strony B różniła się w zależności od wydania.

## Pozycje na listach przebojów
| Lista             | Pozycja | Źródło |
| ----------------- | ------- | ------ |
| Kanada            | 45      | [ 3 ]  |
| Południowa Afryka | 12      | [ 4 ]  |
| Stany Zjednoczone | 57      | [ 1 ]  |

## Wykonawcy
- Steve Perry – wokal
- Neal Schon – gitary, wokal wspierający
- Gregg Rolie – instrumenty klawiszowe, wokal wspierający
- Ross Valory – gitara basowa, wokal wspierający
- Aynsley Dunbar – perkusja